# Novodvinsk
Novodvinsk (rusky Новодвинск) je město v Archangelské oblasti v Ruské federaci. Při sčítání lidu v roce 2010 měl zhruba čtyřicet tisíc obyvatel.

## Poloha
Novodvinsk leží v severozápadním Rusku na levém, jižním břehu Severní Dviny. Je vzdálen jen zhruba dvacet kilometrů jihovýchodně od Archangelsku, správního střediska oblasti.

## Dějiny
V roce 1936 zde bylo založeno sídlo pro pracovníky celulózky, které bylo pojmenováno Vorošilovskij. V roce 1941 bylo povýšeno na sídlo městského typu. V roce 1957 bylo přejmenováno na Pervomajskij. V 1977 došlo k povýšení na město a přejmenování na Novodvinsk.

### Rodáci
- Sergej Vladimirovič Bykov (*1983), basketbalista
- Leonid Alexandrovič Jekimov (*1987), sportovní střelec